# 기독교학술원

기독교학술원(Academia Christiana)은 1982년 2월 15일 차영배(당시 총신대 학장), 김영한(숭실대 교수), 오성춘(장신대 교수), 이재범교수(순신대 교수)들이 창립멤버가 되어 시작한 신학학술원이다. 당시 범흥공사 김통 사장이 초대이사장으로서 큰 재정적인 지원을 하였다. 기독교 학술원은 한국보수교회에 널리 퍼져 있는 핫지(Charles Hodge), 워필드(B. B. Warfield) 등이 중심된 구(舊)프린스톤 학파의 은사 중단론(the doctrine of cessation)에 대하여 이것이 역사적 교회의 경험에 합치 되지 않고, 성경해석에 합치 않는다는 것에 인식을 같이 하였다. 학술원 시작 교수들은 정기적인 모임을 통하여 바른 개혁주의 성령론(reformed pneumatology)을 정립하고, 신학적 학문이 성령의 인도에 입각한 바른 계시의존의 사색이 되도록 하기 위하여 1988년부터 공개모임을 시작하였다. 연구 발표주제들은 영성을 비롯한 사회적 이슈 그리고 통일까지 다양하다.
2009년 9월 이영엽 목사(반도중앙교회 담임)를 2대 이사장을 하였고, 2017년 7월 이재훈 목사(온누리교회 담임)가 3대 이사장으로 있다. 학술연구발표지 〈기독교학술원 학술대회〉가 발행되고 있다.

## 조직
아래는 2017년 기준의 기독교학술원 조직표이다.
- 대표: 이재훈
- 원장: 김영한
- 이사장: 이재훈
- 부이사장: 여주봉
- 명예이사장: 이영엽
- 고문:  박봉배, 민경배, 림인식, 김영재,  성기호, 김상복
- 국제위원(International Correspondents)[6]: 월터스토프(N. Wolterstorff), 양광호(미국), 차재승(미국), 리터(J.Ritter), 미하엘 벨커(M.Welker, Germany), 그라프란트(Graafland), 반 오르트(van Orrt), 반우덴베르그(van Woudenberg, Nederland), 아벨(O.Abel,France), 지라르댕(B.Girardin, Switzerland), 곤도(K.Kondo, Japan), 바이어하우스(P. Beyerhaus, Germany), 뉴렌(P. Nurren, Belgium)
- 연구부장: 오성종
- 사무총장: 박봉규
- 서기: 김성봉
- 회계:
- 출판: 윤상문
- 감사: 정기영, 이재범
- 연구위원: 강승삼, 김경원, 김익진, 김중석, 김홍기, 권호덕, 김남수, 김성광, 김성영, 박종화, 박종천, 송기성, 심창섭, 소강석, 오성춘, 이정익, 이수영, 이영훈, 이윤재, 임영수, 오영석, 이상직, 유영기, 이동주, 오덕교, 안봉호, 임태수, 정일웅, 전병금, 조봉근, 한영태
- 수석연구원: 권문상, 김국환, 김재성, 김재진, 박영돈, 박영환, 박명수, 배본철, 성종현, 이상규, 유해룡, 원종천, 조갑진, 주도홍, 현요한
- 선임연구원: 김윤태, 김요셉, 곽혜원, 김은수, 김동수, 김승진, 남태욱, 박종서, 박창현, 배정도, 서충원, 신옥수, 안명준, 이은선, 임진수, 오방식, 유경동, 장훈태, 전형준, 최윤배, 황덕형, 한성진
- 연구원: 김은섭, 권평, 김명구, 백충현, 류금주, 안계정, 유태엽, 양신혜, 이동영, 이계자, 장현승, 정보라, 최선

## 출판도서
1. 기독교학술원, 개혁주의 영성의 기초, 2010
2. 김영한, 안토니우스에서 베네딕트까지, 2011
3. 차영배, 박윤선 신학과 한국신학, 1993
4. 차영배, 현대세계 개혁신학의 현황과 그 문제집, 1993
5. 이장식, 한국교회와 신학은 어디로?, 1988

## 같이 보기
- 한국 기독교학술원
- 한국기독교한림원